# Ward Cunningham
Howard Cunningham, detto Ward (Michigan City, 26 maggio 1949), è un programmatore statunitense, ideatore del concetto di wiki.

## Biografia
Ha ottenuto un diploma universitario in ingegneria interdisciplinare (ingegneria elettrica e informatica) presso la scuola superiore di Highland, nell'Indiana. Qui negli anni sessanta ha avuto accesso ai computer mainframe dell'Illinois Institute of Technology attraverso una telescrivente, appassionandosi notevolmente al mondo dei computer. In seguito, iscrittosi alla Purdue University ha ottenuto una specializzazione in informatica nel 1978.
Dopo aver conseguito la laurea Cunningham viene assunto dall'azienda Tektronix ed entra a far parte del laboratorio di ricerca informatica Tek Labs dove collabora all'organizzazione dei progetti software della società. L'intento di Cunningham è trovare un modo adeguato per condividere progetti di lavoro e idee all'interno dell'azienda, con lo scopo di realizzare una base di conoscenza a beneficio di tutta l'organizzazione.
La sua attività è stata da sempre dedicata alla ricerca di un sistema in grado di permettere la cooperazione tra gli individui e la condivisione delle informazioni, consentendo alle singole persone di imparare l'una dall'altra ed arricchendo così la conoscenza collettiva.
Cunningham ha fondato in seguito il primo sito wiki, il Portland Pattern Repository, il 25 marzo 1995. Il sito, che è ancora attivo, è dedicato a "persone, progetti e percorsi" ed è una "storia informale delle idee di programmazione". Ad esempio, il sito è stato usato per la catalogazione di utili linguaggi di pattern dello sviluppo software e per sviluppare i metodi di sviluppo software oltre la programmazione estrema. Cunningham sostiene che il concetto di wiki gli venne in mente alla fine degli anni ottanta, e lo implementò per la prima volta in uno stack HyperCard.
Il WikiWikiWeb si è diffuso immediatamente anche al di fuori della comunità dei programmatori, contribuendo alla formazione di una vera e propria comunità interessata allo sviluppo della tecnologia wiki ed al suo impiego nei più disparati ambiti. Cunningham ha dichiarato di aver scelto il nome “Wiki” ricordandosi quando, durante il viaggio di nozze alle Hawaii nel 1982, assieme alla moglie per spostarsi tra i vari terminal dell’aeroporto di Honolulu prese la navetta Chance RT-52, un veloce mezzo di collegamento anche chiamato dalla comunità locale wiki wiki bus.
È il coautore (assieme a Bo Leuf) del libro The Wiki Way (2001).
Ward Cunningham è il fondatore, assieme alla moglie Karen, della società di consulenza per la programmazione: Cunningham & Cunningham, Inc. È stato anche direttore della ricerca e sviluppo alla Wyatt Software e ingegnere capo del Tektronix Computer Research Laboratory. Ward è ben noto per i suoi contributi alla programmazione orientata agli oggetti, alle metodologie di sviluppo software chiamate programmazione estrema, e alle comunità ospitate sul suo WikiWikiWeb. È il fondatore dell'Hillside Group ed è stato come direttore del programma della conferenza sui "linguaggi di pattern dei programmi", da lui sponsorizzata. Dal dicembre 2003 a ottobre 2005 lavorava per la Microsoft nel gruppo "patterns & practices". Dopo passò al progetto Eclipse.